# ティラ・テキーラ
ティラ・グウェン（Tila Nguyễn、ベトナム語: Nguyễn Thị Thiên Thanh / 阮氏天青、1981年10月24日 - ）はティラ・テキーラないしミス・ティラ の芸名で知られるシンガポール生まれのアメリカ合衆国の女性歌手、モデル、テレビジョンパーソナリティである。身長150cm。
彼女は男性誌『スタッフ』『マキシム』『ペントハウス』などに出演。また、フセテレビのダンス番組『Pants-Off Dance-Off』の司会者として活動とジェフリー・スターと共に2006年4月頃のMySpace上で最も人気のあったアーティストとして知られている。MTVの彼女が主演のリアリティ番組A Shot at Love with Tila Tequilaは2007年10月9日に初公開され、2008年7月8日に終了した。彼女はテキサス州ヒューストンで育ち、現在はカリフォルニア州ロサンゼルスに住んでいる。

## 生い立ち
ティラ・テキーラは、ベトナム戦争後にボートピープルとしてシンガポールにたどり着いたベトナム人の両親の元に生まれた。ダニエルとテリーという兄弟がいる。彼女が1歳の時に、彼女の家族はその後アメリカに移り住んだ。アメリカでは厳格な仏教寺院のコミュニティに入る事を許可されるまで、ヒューストン近辺に住んでいた。8歳のときに家族でコミュニティを出た。。
彼女は中学生の時に荒れて好戦的な振る舞いが原因で6ヶ月間、全寮制学校に行かせられた。高校生になるとドラッグに手をつけ、ギャングに加わった。姉妹の身分証明書を使ってナイトクラブへ出入りした。彼女は伝記で、彼女自身が色々な個人や家族の問題により「混乱」して「損をしている」と感じ、15歳で処女喪失したと説明している。彼女は強力な感情を発散する為に、作詞を試みた。ギャング以外の友人が彼女の人生を助ける簡素な手伝いを行った。しかし、彼女は16歳のときにニューヨークのクイーンズに逃げた。16歳の時にヒューストンで走行中の自動車からの銃撃を受けた。彼女は翌年妊娠したが、流産した。
テキーラは2000年にヘイスティングス高校を卒業した。モデルとなって2001年にカリフォルニアに移った理由として、テキサスでの悲惨な青春期を理由に挙げている。2003年3月に受けたインタビューで、大学クラスの一部を取ったが、1度も授業に参加しなかった事を明らかにした。彼女はその理由を、「娯楽産業に関わる何かをすること以外に、私が好きな事がそこにはないので、私は実際に大学に行きたくなかった」と語った。

## キャリア

### モデル、女優活動
元々は鳴かず飛ばずのモデルだったが、MySpaceに参加しブログの更新や写真の公開を行ったことで注目度が高まり、わずか2年で『タイム』に掲載される有名モデルになった。
18歳の時に雑誌『プレイボーイ』のスカウトによって発見されて、典型的なヌードになるチャンスを与えられたところから、彼女のキャリアは始まった。南カリフォルニアに移って、2002年4月22日の週の『プレイボーイ』にサイバー・ガールとして登場した。輸入レースシーンを通して更なる人気を得た。表紙を飾った雑誌『Tuner』が彼女の特集を組み、ダンス番組『Pants-Off Dance-Off』のホストとなることを明らかにした。
NBCのゲームショー『Identity』の2007年4月6日のエピソードの最初のゲームの12人のうちの1人として出演。同年、コメディ映画『I Now Pronounce You Chuck and Larry』に出演。
雑誌『スタッフ』2006年4月号のインタビューで、12歳のときにアルコールを飲んだことで「ティラ・テキーラ」というあだ名がついたと明かした。2006年8月号、英国版『マキシム』の「HOTな100人」の88位にランクインした。2008年、雑誌『マキシム』が選ぶ世界で最もホットな女性100人『2008 Hot 100』の1人に選ばれる。

### リアリティ番組

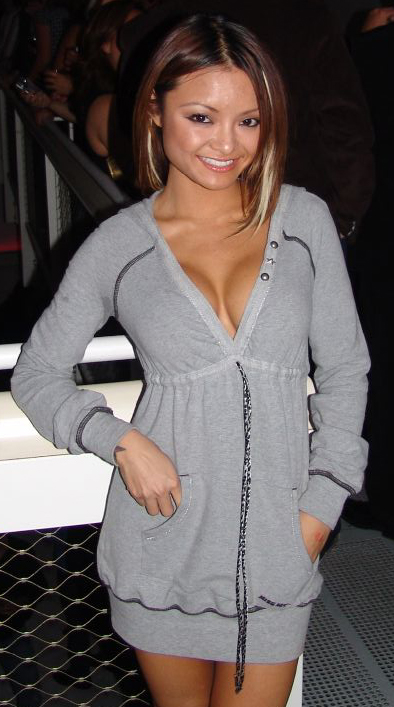
ティラ・テキーラ（2007年）

2007年3月26日に自身のブログで、VH1で放送されるリアリティ番組を撮影していると発表した。しかし、その後、VH1の姉妹ネットワークであるMTVの方で放送されることが決定した。
2007年10月9日より、『A Shot at Love with Tila Tequila』（邦題は『MTV Tila Tequila's Fantasy Couple〜カップル対抗戦〜』）と題されて放送開始された。番組内容は異性愛者の男性とレズビアンの女性、計32名がティラの恋人の座をめぐって争うというもの。男女両方とも募集したのはティラがバイセクシュアルであるため。放送後、『The Christian Post』に番組のことが掲載されると、オンライン上でティラと保守的なキリスト教徒との間で熱い議論が起こった。しかし、番組はアジア系メディアで取り上げられる人気のあるゴシップとなった。番組は第2シーズンが制作され、2008年4月22日から7月8日にかけて放映された。

### オンラインビジネス
ティラは2001年7月に「Tila's Hot Spot」というウェブサイトを開始した。当初は彼女の情報を主に扱っていたが2008年にビデオ、画像集、ブログとチャットを含む高級な会員制サイトとなった。

### 音楽活動
ロックミュージックに関心を持ち、自分と活動する気のあるバンドを探し始める。彼女は最初、ビヨンド・ベティ・ジーンというバンドを組んだ。同バンド解散後、声の技術を上げる為にレコーディングスタジオで働き出した。その後、ジェラシーというバンドのリードシンガーとなると発表。バンドは解散したが、バンド解散前にオンライン上で2、3曲を発表した。
ティラの歌手としての転機は2006年4月24日、MTVの『トータル・リクエスト・ライブ』である。ウィル・アイ・アムはティラがウェル・アイ・アム・ミュージック・グループ（A&Mレコード傘下のレーベル）と契約すると発表した。しかし、ティラは2007年2月27日に独立してソロとしての1stシングル「I Love U」をiTunes上でリリースした。
リアリティ番組『A Shot at Love with Tila Tequila』初放映と同日の2007年10月9日に2ndシングル『Stripper Friends』をリリースした。同シングルのPVの撮影はロサンゼルスのストリップクラブで行われた。PVは2008年2月26日、Yahoo!ミュージックを通して初公開され、3月4日にiTunesに発表された。シングルはチャート入りすることができなかった。
2008年4月2日に『Paralyze』をリリース。2009年4月7日にEP『 Love U Remixes』が発表された。

### 書籍
2008年12月に自叙伝『Hooking Up With Tila Tequila: A Guide to Love, Fame, Happiness, Success, and Being the Life of the Party』を発売。

### レコード・レーベルとマネージメント会社
テキーラは「ティラ・テキーラ・レコード」という彼女自身のレーベルを立ち上げ、元B2Kのラズ・Bと契約した。また、「リトル・ミス・トレンドセッター・マネージメントLLC」というマネージメント会社も始めた。

## ヒトラーと反ユダヤ主義支持騒動
2013年12月、自身のウェブサイトに「ヒトラーに共感する理由:パート1」と題する記事を掲載して騒動を起こした。彼女は自身のヒトラーに関する見解は反ユダヤ主義に由来するものではないと述べた。「戦争の犠牲者に焦点を当てるのは、戦争の一部です。戦争についてどう思う?人々が戦争で死ぬから私は戦争に反対している。私は戦争の真実を知り、ヒトラーが本当にやったことを知り、彼が言われているような悪人ではなかったと分かったので、涙を浮かべた。臆病者ではなかった男が（臆病な指導者たちとは違って）国が落ち込み、経済崩壊し、失業率が高くなった絶望的な時に、国と人々を助けるために最善を尽くした。」。
また、彼女は自身のFacebookにヒトラー支持者と反ユダヤ主義者のコメントを掲載した。更にアウシュヴィッツ＝ビルケナウ強制収容所の前でナチスの制服に身を包んだ彼女の姿をコラージュした写真を掲載。これらの行為は彼女のFacebookフォロワーを激怒させ、Facebookは彼女のアカウントを閉鎖し、問題となった文章と写真を削除した。2015年8月、テキーラはイギリスのリアリティ番組『セレブリティ・ビッグ・ブラザー』の第16シリーズの参加者になっていたが、写真が掲載された翌日に番組プロデューサーの知るところとなり、解雇された 。その後、彼女は謝罪した。
しかし、テキーラは2016年5月6日にユダヤ系アメリカ人の政治評論家ベン・シャピロが「ガス処刑され、イスラエルに送り返されるべき」と訴えた後、「この世には私の人生を喜んで犠牲にすることが2つしかない。全てのユダヤ人の破壊と白人の保全」「あなたはアジア人が敬意を得るのを助けるものを知っているか?アドルフ・ヒトラーのアジア版…私はその人になりたい。私はこのシオニズム病から世界を救いたい。」と語った。同年6月、ユダヤ系のコメディエンヌサラ・シルバーマンとイエスを殺したユダヤ人を非難し、彼女が「有名人の犠牲」リストの次点にあると述べた。
2016年11月19日、白人至上主義者のリチャード・B・スペンサーによって組織されたドナルド・トランプの大統領選当選を祝うオルタナ右翼の会議に出席し、ナチス式敬礼をしている写真をソーシャルメディアに投稿。写真の1つには、「ジークハイル!」（言葉の後に手を表す絵文字が添えられていた）というキャプションが付けられていた。これにより彼女のTwitterアカウントは凍結された。その結果、彼女はGabに加わった。

## 私生活
2009年9月6日に伝えられるところによれば、テキーラは恋人のNFLプロフットボール選手ショーン・メリマンに首を絞められたとして警察に通報した。メリマンはテキーラがイベントに出席し酒に酔っ払っていたのに自動車を運転して帰宅しようとしたので、それを止めようとしただけだと主張した。しかしテキーラはアルコールアレルギーがあるので酒を飲めないとしてメリマンの証言を否定している（テキーラのアルコールアレルギーには異論もある）。サンディエゴ地方検事はメリマンを起訴しなかった。2009年11月17日にテキーラはメリマンに対し、150万ドルを求める訴訟を起こした。
2008年、コートニー・セメル（米Yahoo!元会長兼CEOテリー・セメルの娘）、ビリー・コーガン、メーガン・マケインと交際した。2009年12月9日、ジョンソン・エンド・ジョンソンの令嬢ケイシー・ジョンソンと婚約したと発表したが、ジョンソンは2010年1月4日に糖尿病性ケトアシドーシスにより亡くなった。
2018年3月、テキーラはYouTubeに動画を投稿し、同性愛者でも両性愛者でもないと告白した。彼女はリアリティ番組「A Shot at Love with Tila Tequila」の評価を作り出すために性的少数者のふりをした、番組の撮影中には彼氏がいたと説明した。さらに彼女は同性愛と悪魔を関連づけ、番組の元出演者を「堕落」し「気持ち悪い」と呼んだ。2018年9月、テキーラは第2子となる女児を出産した。

## ディスコグラフィ

### アルバム
- Tila Tequila debut album (2008)

### EPs
- SEX (EP) (2007)

### シングル
- 2007: "I Love U"
- 2007: "Stripper Friends"

## 受賞歴
| 年     | 賞                                                  | 結果 |
| ------ | --------------------------------------------------- | ---- |
| 2007年 | The Soup Awards for Entertainer of the Year         | 受賞 |
| 2008年 | Spike Annual Guy's Awards for So Hot They're Famous | 受賞 |
| 2008年 | Bravo's A-List Awards for A-List Drama Queen        | 受賞 |